# 胡安·赫苏斯·古铁雷斯
胡安·赫苏斯·古铁雷斯·罗布雷斯（Juan Jesús Gutierrez Robles，1980年2月17日—）一般称之为华尼托（Juanito），出生於安达卢西亚的马拉加，是一名西班牙职业足球运动员，现效力於西甲球队阿尔梅里亚，司职後衛。
2006-07赛季华尼托加盟了皇家蘇斯達，这也是华尼托3年中效力的第三支足球俱乐部。由於效力皇家蘇斯達期間球會降級，华尼托於2007年夏季加盟升上甲組的阿尔梅里亚。